# La Flor del Agua
La Flor del Agua är en ort i Mexiko.   Den ligger i kommunen Sahuayo och delstaten Michoacán de Ocampo, i den centrala delen av landet, 400 km väster om huvudstaden Mexico City. La Flor del Agua ligger 1 587 meter över havet och antalet invånare är 139.
Terrängen runt La Flor del Agua är kuperad åt sydväst, men åt nordost är den platt. Runt La Flor del Agua är det ganska tätbefolkat, med 248 invånare per kvadratkilometer. Närmaste större samhälle är Sahuayo de Morelos, 3,8 km öster om La Flor del Agua. I omgivningarna runt La Flor del Agua växer huvudsakligen savannskog.